# 合兴乡 (中江县)
合兴乡，是中华人民共和国四川省德阳市中江县曾经下辖的一个乡。2019年12月，撤销合兴乡，将其所属行政区域划归辑庆镇管辖。

## 行政区划
合兴乡撤销前下辖以下地区：
人合社区、劲松村、新建村、平桥村、松柏村、和睦村、天坪村、禾丰村、盘山村、燕窝村、渠湾村、尖寨村和孟家营村。